# Pierre Nicolas Grenier
Pierre Nicolas Grenier, plus connu sous le nom de dom Grenier, né à Corbie (Somme) le 10 novembre 1725 et mort à Paris le 2 mai 1789, est un religieux français et un érudit, historien de la Picardie.

## Biographie

### Un moine bénédictin
Pierre Nicolas Grenier était le fils de Nicolas Grenier, procureur du comté de Corbie et d'Anne-Marie Caussin, fille d'un commis aux aides. Il débuta ses études au collège de l'abbaye Saint-Pierre de Corbie et le quitta en 1743, à l'âge de 18 ans. Il devint ensuite novice à l'abbaye Saint-Faron de Meaux où son parent Dom Dehen était prieur. Le 8 mars 1745, devenu profès, il passa à l'abbaye Saint-Nicaise de Reims où il acheva ses humanités et devint sous-diacre. À la fin de 1748, il entra à l'abbaye Saint-Médard de Soissons où il termina ses études théologiques et devint diacre. Il accéda à la prêtrise à Paris le 17 avril 1753. En 1755, il était à l'abbaye de Jumièges, en 1756, il entra au monastère des Blancs-Manteaux à Paris, maison de noviciat littéraire. En 1760, à l'abbaye de Saint-Germain-des-Prés, il participa à la rédaction du Gallia Christiana . Ce fut un bénédictin de la congrégation de Saint-Maur, l'un des meilleurs représentant de l'érudition bénédictine.

### Historiographe de la Picardie
La Congrégation de Saint-Maur avait entrepris de faire explorer par ses religieux les archives de chaque province. Dom Mongé fut chargé de l'histoire de la Picardie, à sa mort le 19 mars 1749, Dom Caffiaux et Dom Pardessus lui succédèrent. Dom Grenier déjà collaborateur du Dépôt des chartes, leur succéda en octobre 1763.
Nommé historiographe de Picardie, il eut la charge de réaliser une histoire de la Picardie, dont faisait alors partie le Boulonnais. Celle-ci ne fut publiée que longtemps après sa mort. Il s'installa à Corbie en 1764 et s'entoura de collaborateurs. Pendant 25 ans, il parcourut la Picardie, le Boulonnais, la Flandre... Il amassa et classa, dans un sens souvent critique, une documentation considérable puisée dans de nombreux chartriers de la province que lui firent ouvrir les Intendants. Ces manuscrits forment l'essentiel de la Collection de Picardie, conservée à la Bibliothèque nationale de France (le manuscrit de l'histoire de Corbie est composé des tomes 50, 51 et 52 de la collection).
Sa curiosité ne se limitait pas aux textes écrits. Elle s'orientait aussi vers les « sciences auxiliaires » de l'histoire (archéologie, numismatique, toponymie, etc.). Les recherches de dom Grenier rencontrèrent de lourdes difficultés : ressources pécuniaires insuffisantes, hostilité déclarée des chapitres cathédraux peu favorables aux bénédictins. Surmontant tous ces obstacles, Dom Grenier et ses collaborateurs réalisèrent une œuvre magistrale d'érudition et de conservation qui fut très utile aux chercheurs qui leur ont succédé.
Cependant, il n'eut pas le temps de publier ses recherches qui furent éditées au XIXe et au début du XXe siècle par la Société des antiquaires de Picardie.

## Hommage posthume
- Une rue d'Amiens, dans le faubourg de Beauvais, porte aujourd'hui son nom.
- Une ruelle de Corbie porte son nom.

## Œuvres
- Notice historique sur Crécy, 1837
- Introduction à l'histoire générale de la province de Picardie, Amiens, Société des antiquaires de Picardie, 1856 [lire en ligne]
- Histoire de la ville et du comté de Corbie, des origines à 1400, Amiens, Société des antiquaires de Picardie, 1910 [lire en ligne]